# Mann-Gulch-Waldbrand

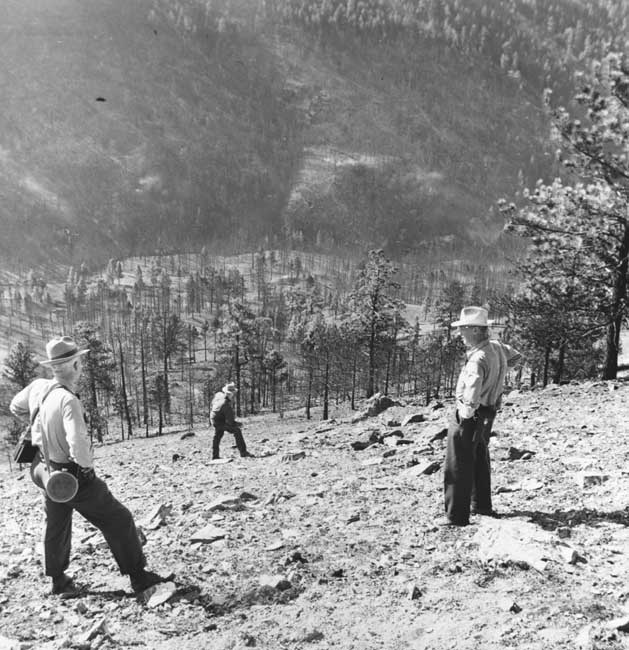
Beamte des United States Forest Service (USFS) bei der Untersuchung des Mann-Gulch-Waldbrands; Blickrichtung Süd vom Ort des Fluchtfeuers

Am 5. August 1949 starben 13 Feuerwehrmänner des United States Forest Service in einem Buschfeuer im Mann Gulch, einem Kerbtal in der Gates of the Mountains Wilderness am oberen Missouri River im US-Bundesstaat Montana. 25 Jahre lang blieb das Geschehen öffentlich weitgehend unbeachtet, bis Norman Maclean, ein Professor für Renaissanceliteratur im Ruhestand, Material für ein Buch zusammenstellte. Macleans Buch, Junge Männer im Feuer, im Jahr 1992 posthum veröffentlicht, brachte den Vorfall in das kollektive Gedächtnis Amerikas und machte den Waldbrand zum berühmtesten der US-amerikanischen Geschichte.

## Ablauf

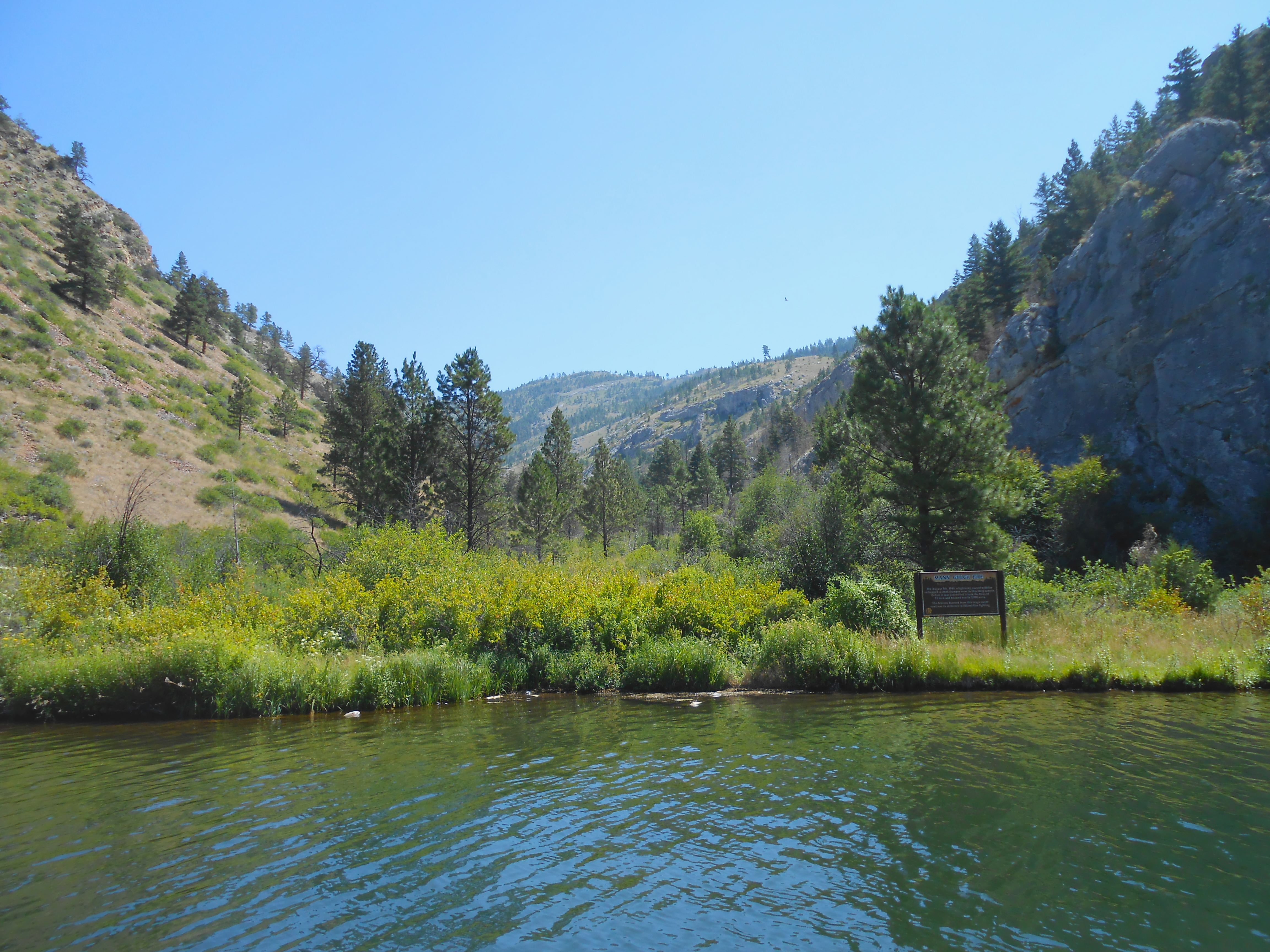
Mann Gulch heute, Blick vom Missouri River nach Osten in das Tal

Der Mann Gulch ist ein kleines Kerbtal, das im Lewis and Clark County in Zentral-Montana von Osten in den hier von Süd nach Nord verlaufenden Oberlauf des Missouri Rivers mündet. Es liegt auf 1080 m über dem Meer im Nordteil der Big Belt Mountains, rund 40 km nordöstlich der Hauptstadt Helena im Helena National Forest. Die Hänge des Tals sind steil und tief eingeschnitten. Das obere Ende des Nordhangs ist eine durch Erosion freigelegte Felsstufe, die zwischen 3,60 und 6 m senkrecht aufragt. Im August 1949 war das Tal völlig ausgetrocknet; der Südhang war mit Douglasien dicht bewaldet, zwischen denen Gelb-Kiefern und etwas Wacholder standen. Auf dem Nordhang standen nahe der Mündung Gelb-Kiefern, die sowohl zum Bergrücken wie ins obere Tal immer spärlicher wurden und in Grasland übergingen.
Das Tal war damals auf dem Landweg nur durch einen mehrstündigen Fußmarsch zu erreichen, Straßen in der Nähe gibt es bis heute nicht. Am 4. August 1949 wurde vermutlich durch Blitzschlag ein Feuer im Mann Gulch ausgelöst. Bis zum Folgetag hatte sich das Feuer zu einem Waldbrand ausgedehnt. Wie damals bei Bränden im unwegsamen Gelände üblich, wurde eine Einheit von Feuerspringern alarmiert. Unter der Führung von „Wag“ Wagner Dodge bestiegen 16 erfahrene Feuerspringer im Alter zwischen 17 und 28 Jahren eine Douglas C-47 in Richtung des Brandes. Im turbulenten Flug verlor einer der Männer die Nerven, kehrte mit dem Flugzeug zurück und quittierte den Dienst unmittelbar nach der Landung.
Die Feuerspringer sprangen um 16:10 Uhr mit ihrer Ausrüstung ab. Der Fallschirm des Funkgeräts versagte und das Gerät wurde zerstört. Am Boden sammelte sich die Mannschaft und traf Ranger Jim Harrison, der zu Fuß von seinem mehrere Stunden entfernten Beobachtungspunkt gekommen war, das Feuer bereits alleine bekämpft hatte und Dodge mit der Landschaft vertraut machte. Der Brand war zu diesem Zeitpunkt sehr konzentriert auf dem Bergrücken südlich des Mann Gulch und wirkte wie eine problemlose Aufgabe.
Dodges Stellvertreter William Hellman wurde beauftragt, die Mannschaft auf die andere Seite des Tals und abwärts Richtung Mündung zu führen, da Dodge und Harrison befürchteten, in dem dichten Gehölz auf der Südflanke vom Feuer eingeschlossen zu werden. Deshalb sollte die Bekämpfung von unten her mit dem sicheren Fluss im Rücken geschehen. Hellman führte die Mannschaft auf die andere Seite des Tals. Dodge und Harrison schlossen auf die Mannschaft auf und Dodge übernahm die Führung. Im Abstieg sah Dodge, dass das Feuer knapp 200 Meter unter ihnen die Grabenseite übersprungen hatte und jetzt auch auf der Nordflanke nach oben stieg. Er drehte um und befahl die Flucht. Bis alle die Situation erfasst hatten, führte Dodge die Flucht talaufwärts an, während das Feuer auf sie zukam.
Dodge befahl die Werkzeuge wegzuwerfen, um schneller zu werden. Als Dodge erkannte, dass eine Flucht aussichtslos war, stoppte er, zündete das Gras vor sich an und rief den Männern zu, sich in die Asche des Fluchtfeuers zu begeben. Wenige Sekunden reichten, einen ausreichend großen Aschefleck zu erzeugen, um sich hineinzulegen. Niemand befolgte den Befehl, nur Wagner Dodge vertraute sich dem Gegenfeuer an und rettete so sein Leben. Nach rund 14 Minuten konnte er unverletzt aufstehen und das Gebiet des Feuers trotz einiger noch brennender Bäume und Grasbüschel verlassen.
Zwei der Männer – Sallee und Rumsey – blieben dicht beieinander, liefen steil bergauf und brachten sich durch einen Riss in der Felsstufe über den Bergkamm in Sicherheit. Hellman und Joseph Sylvia erreichten ebenfalls bergauf die sichere Seite, erlagen aber kurz nach dem Feuer beziehungsweise am Folgetag ihren schweren Verbrennungen. Alle anderen liefen etwa parallel zum Hang in das Tal, wurden je nach ihrer individuellen Geschwindigkeit vom Feuer eingeholt und starben.
Nachdem das Feuer weiter gezogen war, blieb Rumsey bei den beiden Schwerverletzten, während Dodge und Sallee zum nächsten Stützpunkt liefen, wo sie Hilfe holten. Die beiden Brandverletzten wurden am folgenden Morgen abgeholt, erreichten aber das Krankenhaus nicht mehr lebend. Mehrere hundert Feuerwehrleute löschten das Feuer im Laufe des Tages.

## Analyse
Das Feuer im Mann Gulch wurde unter verschiedenen Aspekten untersucht. Es gibt zwei Erklärungsmodelle, wie das Feuer unterhalb der Crew den Graben überspringen konnte: entweder durch Abwinde als Folge einer Gewitterfront oder durch Verwirbelungen des Windes an der Mündung des Seitentals, die mit dem Drehen des Windes in südliche Richtungen zusammenhängen. Der Forest Service unternahm auf Wunsch Macleans eine Rekonstruktion des Ablaufs unter Verwendung von erst in den 1980er Jahren entwickelter Software, die die Ausbreitung von Feuer in Abhängigkeit von Vegetation, Trockenheit, Winden und weiteren Faktoren simuliert. Demnach war die Flucht ins Tal hinauf für die Feuercrew aussichtslos. Nachdem das Feuer den Graben auf die Nordflanke übersprungen hatte, breitete es sich in etwa zehn Minuten in den Kronen der Gelb-Kiefern aus. Sobald das Feuer die Grenze des geschlossenen Waldes erreicht hatte und in das hohe, trockene Gras übergriff, steigerte sich seine Ausbreitungsgeschwindigkeit rapide auf geschätzte 185 Meter pro Minute (610 ft/min). Im weglosen, steilen Gelände konnten die Menschen vor ihm nicht weglaufen. Zehn bis fünfzehn Minuten später waren selbst die vier schnellsten von ihnen tot.
Dodge überlebte, weil er stehenblieb und überlegte. Nach eigenen Aussagen war das Feuer rund 30 Sekunden von ihm entfernt, als er die Idee mit dem Gegenfeuer hatte. Die Technik wird für Präriefeuer beispielsweise von James Fenimore Cooper in seinem Roman Die Prairie beschrieben. Nach eigenen Aussagen kannte Dodge diese Methode nicht, da er zwar Waldbrände, aber nie Präriebrände bekämpft hatte. Er hatte ein Streichholzbriefchen in der Tasche und es gelang ihm trotz der widrigen Umstände, das Gras um sich zu entzünden.
Der amerikanische Organisationspsychologe Karl E. Weick untersuchte das Unglück im Mann Gulch, da sich die kleine Gruppe der Personen und die minutiöse Aufbereitung Macleans für die Analyse besonders eignete. Weick begründet die Ursache des Unglücks damit, dass die einfache Organisation der Feuerspringer durch die Umstände soweit geschwächt wurde, bis die Organisation aufhörte zu existieren. Im gleichen Moment versagte auch das Verständnis für die Situation. Sie ergab für die Männer plötzlich keinen Sinn mehr, und sie hatten keine Zeit, den Sinn wiederzufinden.
Das Überleben von Sallee und Rumsey führt Weick darauf zurück, dass sie gemeinsam agierten und sich einen Teil des Organisationsbewusstseins erhielten, wodurch ihre Fähigkeiten zum Überleben ausreichten. Das Überleben von Dodge betrachtet Weick als Indikator für dessen Fähigkeit, in der Krise mit den vorhandenen Mitteln eine Lösung zu implementieren. Diese Eigenschaft wird in Anlehnung an Claude Lévi-Strauss als Bricolage bezeichnet. Weick betrachtet Bricolage als einen Faktor, der die Widerstandsfähigkeit von Organisationen erhöhen kann, wenn die Umwelt zu dynamisch für rationalere Methoden wird.

## Folgen

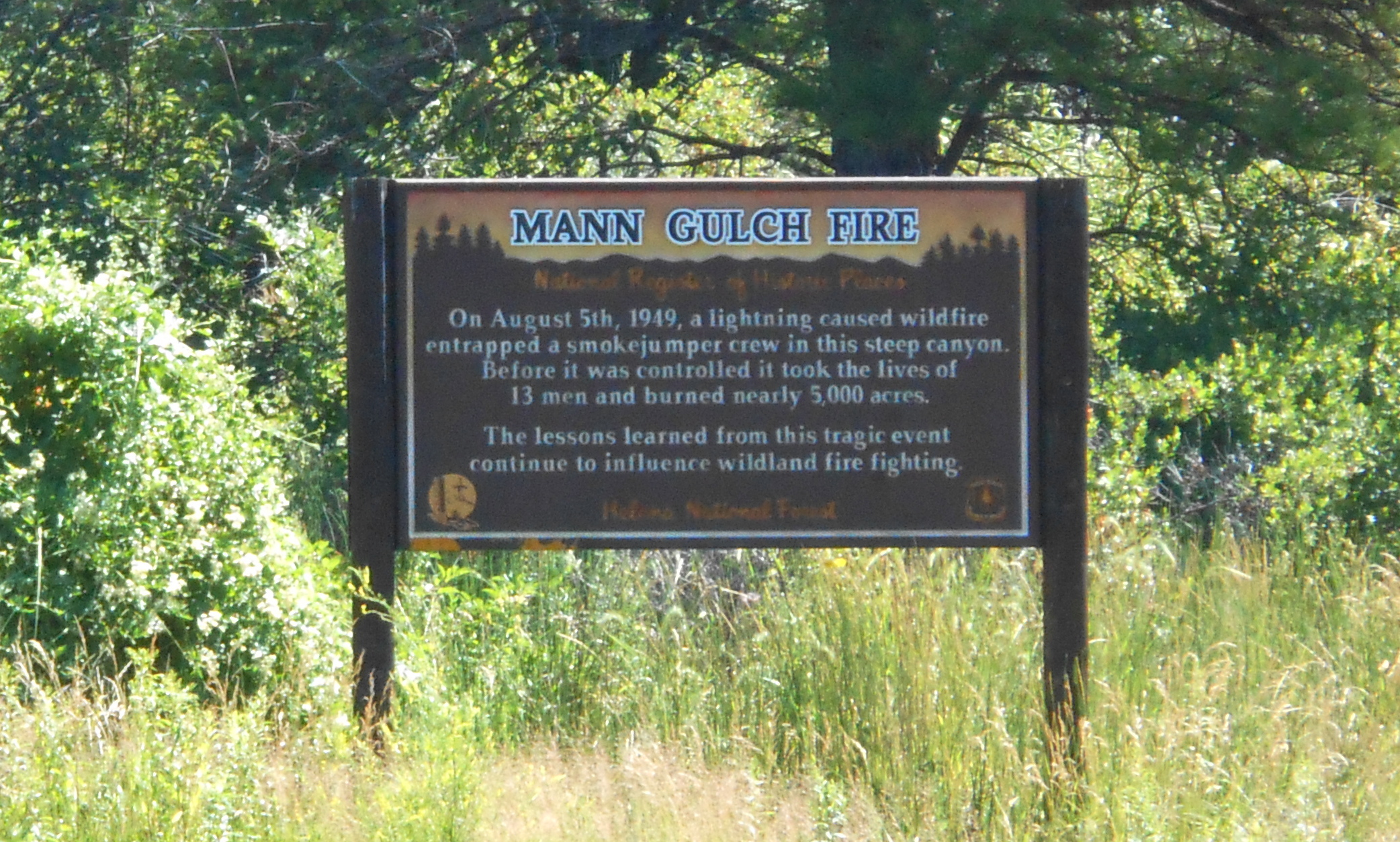
Gedenktafel im Mann Gulch

Dem Mann-Gulch-Feuer wurde zunächst keine große Aufmerksamkeit geschenkt. Es war weder besonders ausgedehnt, die Zahl der Opfer nicht herausragend und die Schäden waren nicht besonders groß. Wie alle Feuer, die Menschenleben kosteten, wurde es nach dem damaligen Standard durch den Forest Service untersucht. Die Anhörungen ergaben kein individuell vorwerfbares Verhalten und keinen Schuldigen. Klagen von vier Eltern vor dem Bundesgericht wurden abgelehnt.
Erst in den 1970er Jahren, rund 25 Jahre nach dem Waldbrand, begann der pensionierte Professor für Literatur der Renaissance Norman Maclean damit, die Geschichte zu recherchieren und darzustellen. Er arbeitete 14 Jahre an dem Buch, bis zu seinem Tod. Im Ruhestand schrieb er weitere Bücher, darunter A River Runs Through It, das von Robert Redford als Aus der Mitte entspringt ein Fluß verfilmt wurde. Postum erschien das Buch zum Mann-Gulch-Feuer 1992 unter dem Titel Young Men and Fire. Es gewann den National Book Critics Circle Award und wurde zu einem Bestseller. Maclean hatte als junger Mann selbst in Waldbrand-Crews für den Forest Service gearbeitet und stellte den ewigen Konflikt zwischen Mensch und Natur in neuer Weise dar, indem er nicht nur die Charaktere der Männer schilderte, sondern das Feuer als eigenen Charakter behandelte. Das Buch wurde aber auch bedeutend, weil Maclean die Ereignisse minutiös recherchierte und aufbereitete und damit die Grundlage für spätere Analysen und Interpretationen legte.

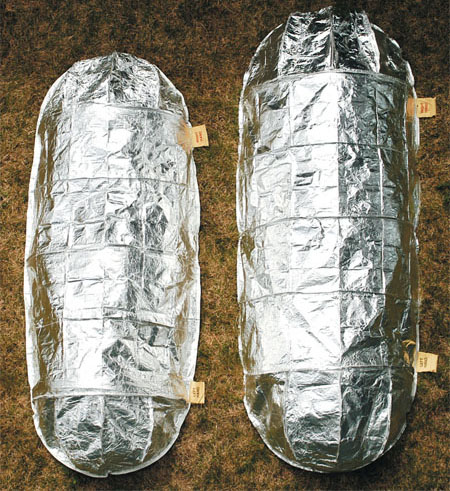
Fire Shelters (Modell seit 2005)

Während Maclean an seinem Buch arbeitete, entwickelte sich der Forest Service weiter. Die Sicherheit der Feuerbekämpfer erhielt in Ausbildung und Ausrüstung einen wesentlich höheren Stellenwert. 1977 wurden Fire Shelters eingeführt, an Iglus erinnernde Konstruktionen aus Drahtbügeln mit einer Isolierschicht und reflektierender Aluminiumfolie, die aufgefaltet einen Mann vollständig bedecken können, um im äußersten Fall eine letzte trennende Schutzschicht zwischen seinem Körper und dem Feuer zu bieten. Seit den 1980er Jahren legen Waldbrand-Crews zunächst Fluchtzonen an, die von jeder Vegetation freigeräumt werden, bevor sie sich dem Feuer nähern. Inzwischen trägt auch jeder Feuerwehrmann ein individuelles Funkgerät.
Aber erst durch Macleans Buch gewann das Mann-Gulch-Feuer seine Rolle als Lehrstück für die Waldbrandbekämpfung und als Beispiel für die Organisation von Arbeitsgruppen, Menschenführung und den Umgang mit Risiken. Als kurz nach dem Erscheinen des Buches in Colorado unter ähnlichen Umständen 14 Wildnis-Feuerwehrleute im South Canyon Fire ums Leben kamen, stellte der US Forest Service seine Sicherheitskultur vollständig auf den Prüfstand und systematisierte vor allem die Ausbildung seiner Mitarbeiter in der Brandbekämpfung. Macleans Buch hat so die Methodik des Forest Service stärker verändert als alle Entwicklungen der 50 Jahre vorher. Der Forest Service analysiert erst seit dem Buch im Rahmen der Ausbildung neuer Mitarbeiter frühere Waldbrände am Ort des Feuers. Seit 1994 bringt der Forest Service Waldbrand-Crews in den Mann Gulch vor Ort, damit sie das Gelände und seine Risiken studieren. Aber auch USFS-Gruppenleiter und Planer für den Umgang mit Waldbränden arbeiten mit den Ereignissen von 1949.
Wirtschaftswissenschaftler untersuchten die Ereignisse im Mann Gulch unter dem Aspekt der Organisationspsychologie, der Struktur von Unternehmen, Projektgruppen und der Menschenführung. Ein Gesundheitswissenschaftler machte den Waldbrand zum Beispiel in einer Rede über Strategien in Notsituationen. Aber seitdem und bis heute beziehen sich Bücher über Entscheidungsfindung und Kreativität auf die Ereignisse und vorwiegend auf das kurzentschlossene Handeln von Wagner Dodge einerseits und die unüberlegte Flucht der anderen Männer.
In anderer Hinsicht kamen das Buch und sein Thema zu spät. Der Forest Service hatte schon seit etwa 1980 begonnen, die Rolle des Feuers im Wald neu zu bewerten. Für die Störungsökologie ist Feuer ein Umweltfaktor, der zu Wald-Ökosystemen gehört und dort eine notwendige Rolle spielt. Diese Erkenntnis setzte sich unter anderem nach den Bränden im Yellowstone-Nationalpark 1988 in den 1990er Jahren durch und ist seitdem Grundlage für den Umgang mit Waldbränden in den USA. Ein Feuer wie das im Mann Gulch von 1949 würde heute nur noch beobachtet. Da es keine Menschenleben und Werte bedrohte, ließe man es unter den gültigen Richtlinien in der Wildnis weiter brennen. So geschah es 2007, als wieder ein Feuer im Mann Gulch brannte.
1949 war das anders. Jeder Waldbrand wurde als Bedrohung der volkswirtschaftlich wichtigen Holzbestände angesehen. Das nach dem Großen Brand von 1910 aufgestellte Ziel, jeden Waldbrand direkt zu bekämpfen, war seit 1935 so konkretisiert worden, dass jedes Feuer bis 10 Uhr vormittags am Tag nach der Entdeckung gelöscht sein sollte. Seit 1939 gab es die Feuerspringer, und seit 1942 hatte der Film Bambi einer zunehmend den natürlichen Prozessen entfremdeten Bevölkerung Waldbrände als existentielle Bedrohung vermittelt. Maclean und sein Buch waren noch dieser Einstellung verhaftet, er wies Anregungen seiner Gesprächspartner im Forest Service zurück, diese Aspekte aufzunehmen.

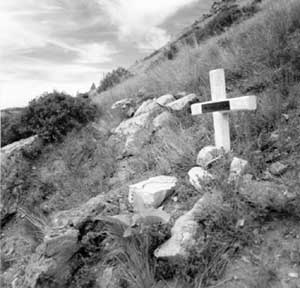
Gedenkkreuz für Joseph Sylvia

Am Ort des Unglücks wurde ein Denkmal für die Opfer errichtet. Ursprünglich dreizehn Kreuze an den Fundorten der Leichen erinnern an die Opfer; zwei der Kreuze stehen oberhalb der Felsstufe, wo Hellman und Sylvia schwer verbrannt gefunden wurden. Im Mai 2001 wurde eines der Kreuze gegen eine Markierung mit Davidstern ausgetauscht, weil mit David Navon ein Opfer Jude war. Das Denkmal ist seit dem 19. Mai 1999 im National Register of Historic Places als Mann Gulch Wildfire Historic District (Nr. 99000596) aufgeführt. Unter dem Einfluss des Vorfalls wurde 1952 der Film Die Feuerspringer von Montana mit Richard Widmark in der Hauptrolle (Regie Joseph M. Newman) gedreht.
Der Folksänger James Keelaghan erzählt in seinem Song Cold Missouri Waters (2004) die Geschichte aus Sicht des Robert W. Dodge.